# Robert Billeter
Jakob Robert Billeter (* 24. September 1857 in Görz, damals Kaisertum Österreich, heute Italien; † 23. Februar 1917 in Zürich; heimatberechtigt in Zürich und Männedorf) war ein Schweizer Politiker (FDP). Er war von 1909 bis 1917 Stadtpräsident von Zürich.

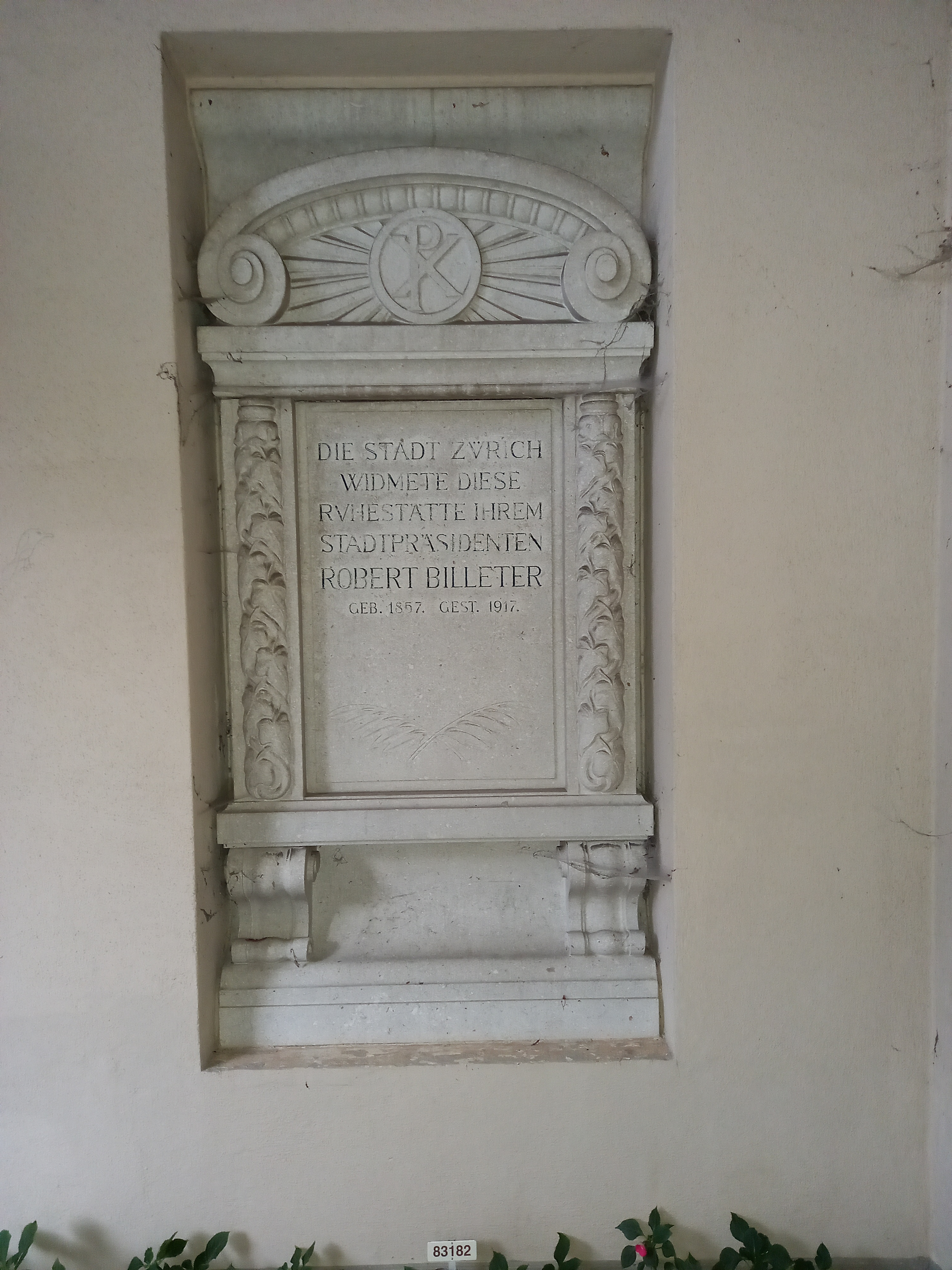
Das Grab von Robert Billeter auf dem Friedhof Sihlfeld in Zürich

## Biografie
Billeter wuchs zunächst in Oberitalien auf, wo sein Vater Jakob als Baumwollindustrieller tätig war. 1865 kehrte die Familie in die Schweiz zurück, und Robert Billeter absolvierte eine Banklehre. Ab 1886 arbeitete er auf der Redaktion der Neuen Zürcher Zeitung. 1892 wurde er zum Mitglied des Grossen Stadtrates (Parlament) gewählt. Ab 1896 gehörte er dem Kleinen Stadtrat (Regierung) an, zunächst als Vorsteher des Steuerwesens und ab 1901 als Finanzvorstand. Ab 1899 war er zudem Mitglied der Direktion der Schweizerischen Kreditanstalt. 1909 wurde er zum Stadtpräsidenten von Zürich gewählt. Zusätzlich gehörte er ab 1899 dem Zürcher Kantonsrat, nach den Parlamentswahlen 1911 dem Nationalrat an. Er verstarb 1917 im Amt. 1919 wurde eine Strasse in Zürich nach ihm benannt.